# Бригада (військова справа)

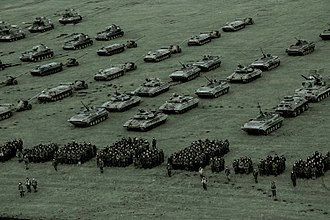
Злагодження 30 окремої механізованої бригади на полігоні Широкий Лан.

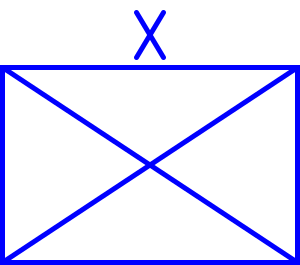
Стандартне позначення піхотної бригади в НАТО

Бригада (італ. brigata — загін, військо) — тактичне військове з'єднання в усіх видах збройних сил, родах військ.
До складу бригади зазвичай входить від трьох до шести батальйонів з підрозділами підтримки. Бригада є збільшеним або посиленим полком. Дві та більше бригад можуть складати дивізію. У випадку, якщо бригада не входить до складу з'єднання або об'єднання — у дивізію, корпус чи армію — така бригада є окремою.
Командиром бригади зазвичай є бригадний генерал, або генерал-майор, в окремих випадках — полковник.
У військово-морському флоті бригада — тактичне з'єднання кораблів одного класу (бригада торпедних катерів).

## Організація

### СРСР
У Радянській армії основним тактичним з'єднанням була дивізія, а бригади створювали лише за необхідності. Як правило, бригади були окремими і входили до складу армії або військового округу. Мотострілецька бригада являла собою по суті посилений полк.
Зазвичай до штату полку додавався четвертий мотострілецький (або десантно-штурмовий) батальйон та реактивний артилерійський дивізіон. Могло бути додаткове посилення у вигляді самохідної мінометної батареї та розгортанням протитанкової батареї до дивізіону. Чисельність такої бригади доходила до 3500 осіб.

### Україна
Бригада є основним і найбільшим тактичним військовим з'єднанням у Сухопутних, Десантно-штурмових військах та Військово-Морських силах. Більшість бригад є окремими і підпорядковуються оперативним командуванням. Залежно від роду військ бригади бувають:
- (окрема) штурмова бригада (ОШБр)
- механізована (ОМБр)
- мотопіхотна (ОМПБр)
- гірсько-штурмова (ОГШБр)
- танкова (ОТБр)
- артилерійська (ОАБр)
- реактивна артилерійська (РеАБр)
- ракетна (РБр)
- десантно-штурмова (ОДШБр)
- повітрянодесантна (ОПДБр)
- аеромобільна (ОАеМБр)
- бригада армійської авіації (ОБрАА)
- морська авіаційна бригада (МАБр)
- бригада морської піхоти (ОБрМП)
- бригада територіальної оборони (БрТрО)

#### Механізована бригада
За штатом механізована бригада ЗСУ налічує близько 3000 осіб і складається з:
- Штаб
- Управління
- 3 механізовані батальйони
- Танковий батальйон (посилений, по 4 танки у взводі), до 40 танків
- Бригадна артилерійська група
  - Управління і штаб
  - Самохідно-артилерійський дивізіон (2С1 Гвоздика або 2С3 Акація)
  - Реактивний артилерійський дивізіон (БМ-21 Град)
  - Протитанковий артилерійський дивізіон (МТ-12 Рапіра, ПТРК 9П148)
- Зенітний ракетно-артилерійський дивізіон (2С6 Тунгуска, Стріла-10, Оса)
- Рота снайперів
- Рота БПЛА[4]
- Розвідувальна рота
- Група інженерного забезпечення
- Рота РЕБ
- Вузол зв'язку
- Розрахунково-аналітична група
- Батарея управління та радіолокаційної розвідки
- Рота РХБЗ
- Батальйон матеріального забезпечення
- Ремонтно-відновлювальний батальйон
- Медична рота
- Комендантський взвод
- Оркестр
- Клуб
- Редакція та друкарня

#### Танкова бригада
Танкова бригада має аналогічну до механізованої структуру, але містить 3 танкові батальйони (по 3 танки у взводі) і 1 механізований.

### Армія США

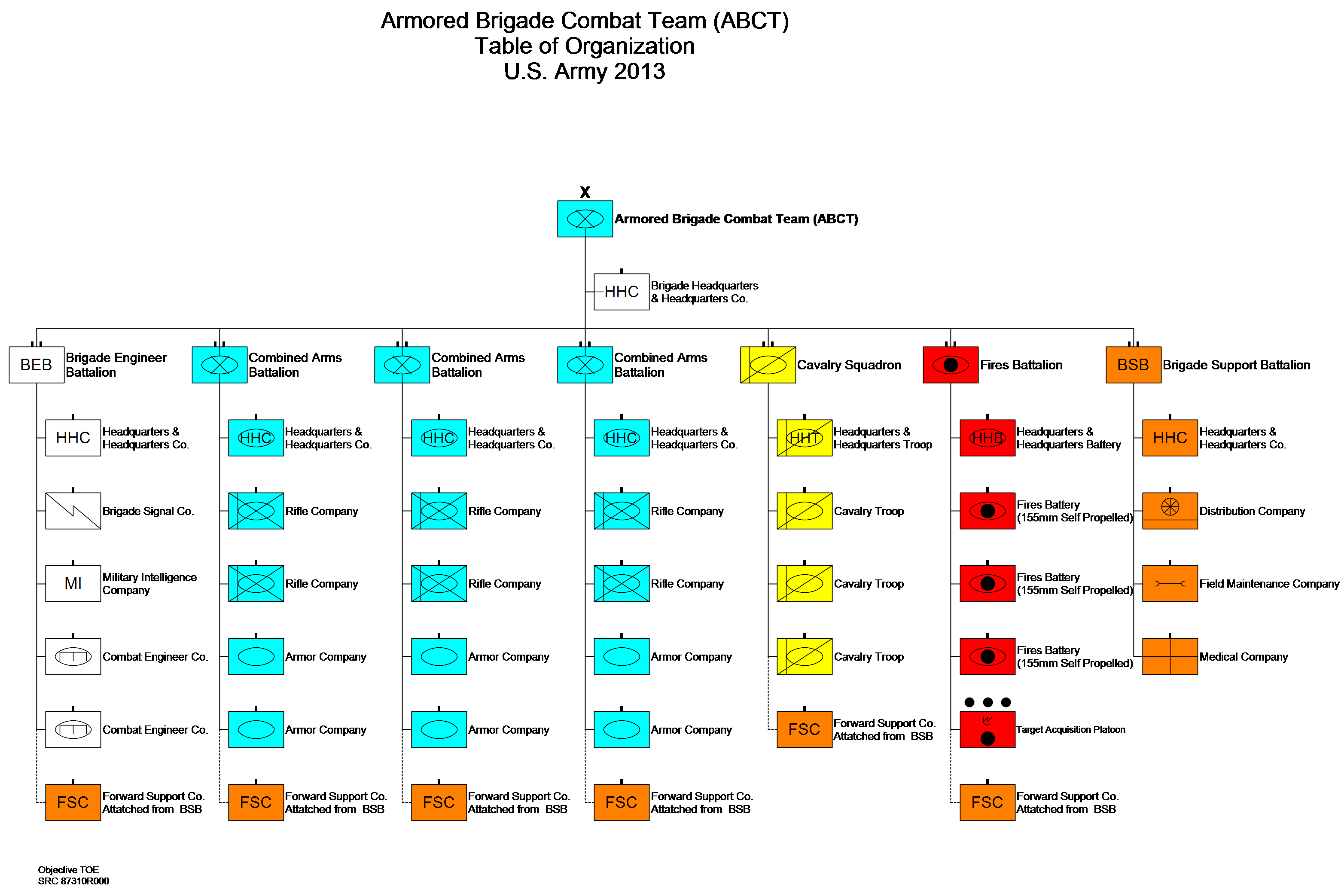
Штатна структура важкої бронетанкової бригади Армії США

У США бригада традиційно є менша за дивізію і трохи більшою за полк. Останніми роками Армія США перейшла на новий формат бригадних бойових груп (англ. brigade combat team). Кожна така бригада складається з бойових частин і частин підтримки. Після реформи 2013 року чисельність бригадних бойових груп коливається від 4400 осіб для легкопіхотних частин (англ. infantry BCT), 4500 осіб для середніх («Страйкер») частин (англ. Stryker BCT), 4700 для важких броньованих бригад (англ. armored BCT).
Командиром бригади є, як правило, полковник, в окремих випадках — підполковник. Окремі бригади, не підпорядковані дивізії, очолюються бригадними генералами.